# Општина Ванатори (Вранча)
Ванатори (рум. Vânători) општина је у Румунији у округу Вранча.
Oпштина се налази на надморској висини од 34 m.